# Robert Benton
Robert Douglas Benton (Dallas, Texas, 1932. szeptember 29. – Manhattan, New York, 2025. május 11.) háromszoros Oscar-díjas amerikai filmrendező és forgatókönyvíró.

## Fiatalkora
Szülővárosából a család a texasi Waxahachie-ba költözött. Szülei Dorothy (született Spaulding) és Ellery Douglass Benton, aki egy telefoncég alkalmazottja volt. A Texasi Egyetemen tanult, ahol 1953-ban képzőművészeti alapdiplomát szerzett, majd New Yorkba költözött, hogy a Columbia Egyetemen művészettörténetből mesterképzést szerezzen. Azonban egy szemeszter után otthagyta, mert besorozták katonai szolgálatra.

## Pályafutása
1959-ben Harvey Schmidttel közösen írta a The IN and OUT Book című könyvet, amelyet a Viking Press adott ki. Az 1960-as évek elején az Esquire művészeti vezetője volt.
Társírójával, David Newmannal együtt Oscar-díjra jelölték a legjobb eredeti forgatókönyv kategóriában az 1967-es Bonnie és Clyde című filmért.
1979-ben ő írta és rendezte a Kramer kontra Kramer című filmet, amelyért elnyerte a legjobb rendezőnek és a legjobb adaptált forgatókönyvnek járó Oscar-díjat. 1984-ben elnyerte harmadik Oscar-díját a legjobb eredeti forgatókönyv kategóriában a Hely a szívemben című filmjéért.
Benton további három Oscar-jelölést kapott: kettőt a legjobb eredeti forgatóköny kategóriában a Bonnie és Clyde (1967) és a The Late Show (1977) című filmekért, és egyet a legjobb adaptált forgatókönyv kategóriában a Senki bolondja (1994) című filmért.
Rendezései közé tartozik még a Rejtélyes alkony (1998) és A szerelem bősége (2007) című filmek, és társírója volt a Superman (1978) és A nagy kaszálás (2005) című filmek forgatókönyvének.
2006-ban szerepelt a Wanderlust című dokumentumfilmben.

## Magánélete
1964-ben vette feleségül Sallie Rendig képzőművészt, akivel 2023-ban bekövetkezett haláláig együtt élt. Kapcsolatukból egy fiuk született.
2025. május 11-én, 92 éves korában hunyt el manhattani otthonában.

## Filmográfia
| Év   | Magyar cím                | Eredeti cím                       | Feladatkör | Feladatkör | Feladatkör |
| Év   | Magyar cím                | Eredeti cím                       | Rendező    | Író        | Producer   |
| ---- | ------------------------- | --------------------------------- | ---------- | ---------- | ---------- |
| 1964 |                           | A Texas Romance, 1909 (rövidfilm) | Nem        | Nem        | Igen       |
| 1967 | Bonnie és Clyde           | Bonnie and Clyde                  | Nem        | Igen       | Nem        |
| 1970 | Volt egyszer egy gazember | There Was a Crooked Man...        | Nem        | Igen       | Nem        |
| 1972 | Mi van, doki?             | What's Up, Doc?                   | Nem        | Igen       | Nem        |
| 1972 | Vadnyugati kalandorok     | Bad Company                       | Igen       | Igen       | Nem        |
| 1977 |                           | The Late Show                     | Igen       | Igen       | Nem        |
| 1978 | Superman                  | Superman                          | Nem        | Igen       | Nem        |
| 1979 | Kramer kontra Kramer      | Kramer vs. Kramer                 | Igen       | Igen       | Nem        |
| 1982 | Az éjszaka csendje        | Still of the Night                | Igen       | Igen       | Nem        |
| 1984 | Hely a szívemben          | Places in the Heart               | Igen       | Igen       | Nem        |
| 1987 | Bízzál bennem             | Nadine                            | Igen       | Igen       | Nem        |
| 1988 | Titkok háza               | The House on Carroll Street       | Nem        | Nem        | Vezető     |
| 1991 | Billy Bathgate            | Billy Bathgate                    | Igen       | Nem        | Nem        |
| 1994 | Senki bolondja            | Nobody's Fool                     | Igen       | Igen       | Nem        |
| 1998 | Rejtélyes alkony          | Twilight                          | Igen       | Igen       | Nem        |
| 2003 | Szégyenfolt               | The Human Stain                   | Igen       | Nem        | Nem        |
| 2005 | A nagy kaszálás           | The Ice Harvest                   | Nem        | Igen       | Vezető     |
| 2007 | A szerelem bősége         | Feast of Love                     | Igen       | Nem        | Nem        |

## Fordítás
- Ez a szócikk részben vagy egészben  a   Robert Benton című angol Wikipédia-szócikk fordításán alapul.  Az eredeti cikk szerkesztőit annak laptörténete sorolja fel. Ez a jelzés csupán a megfogalmazás eredetét és a szerzői jogokat jelzi, nem szolgál a cikkben szereplő információk forrásmegjelöléseként.